# تانی ولش
تانی ولش (انگلیسی: Tahnee Welch؛ زادهٔ ۲۶ دسامبر ۱۹۶۱) بازیگر و مانکن اهل ایالات متحده آمریکا است. وی بین سال‌های ۱۹۸۳ تا ۱۹۹۹ میلادی فعالیت می‌کرد.
وی دختر هنرپیشه مشهور آمریکایی راکل ولش است. تصویر او تاکنون در مجلات مد گوناگونی چون «وگ آمریکا»، «جی‌کیو انگلستان»، «ماری کلر فرانسه»، «بونته آلمان»، «ووگ ایتالیا»، «اینترویو» و «پلی‌بوی» چاپ شده است.
از فیلم‌هایی که وی در آن نقش داشته است می‌توان به از روی درماندگی، جولیا، زیبای خفته (۱۹۸۷)، پیله (۱۹۸۵)، جسم و روح و لامپ سیاه (۱۹۸۵) اشاره کرد.